# Blårandig fjärilsabborre
Blårandig fjärilsabborre (Hypoplectrus indigo) är en fiskart som först beskrevs av Poey, 1851.  Blårandig fjärilsabborre ingår i släktet Hypoplectrus och familjen havsabborrfiskar. Inga underarter finns listade.

## Bildgalleri

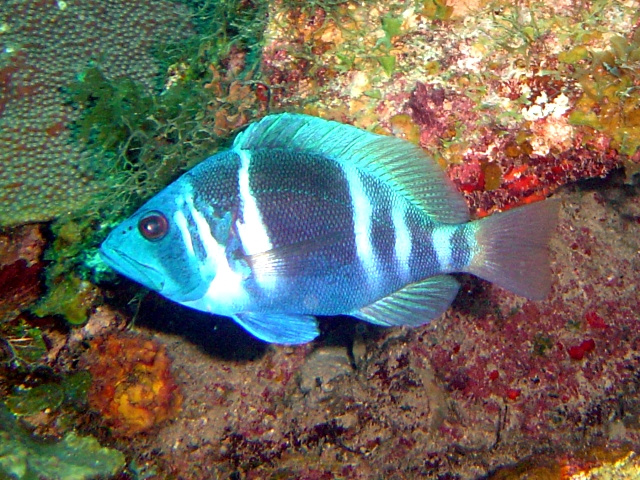